# Лейк-Мід (Пенсільванія)
Лейк-Мід (англ. Lake Meade) — переписна місцевість (CDP) в США, в окрузі Адамс штату Пенсільванія. Населення — 2539 осіб (2020).

## Географія
Лейк-Мід розташований за координатами 39°59′3″ пн. ш. 77°2′15″ зх. д. / 39.98417° пн. ш. 77.03750° зх. д. (39.984182, -77.037367).  За даними Бюро перепису населення США в 2010 році переписна місцевість мала площу 4,52 км², з яких 3,43 км² — суходіл та 1,10 км² — водойми.

## Демографія
Згідно з переписом 2010 року, у переписній місцевості мешкали 2563 особи в 916 домогосподарствах у складі 774 родин. Густота населення становила 567 осіб/км².  Було 1059 помешкань (234/км²).
Расовий склад населення:
| - 98,3 % — білих - 0,4 % — азіатів - 0,2 % — чорних або афроамериканців - 0,1 % — корінних американців |

До двох чи більше рас належало 0,3 %. Частка іспаномовних становила 1,8 % від усіх жителів.
За віковим діапазоном населення розподілялося таким чином: 27,0 % — особи молодші 18 років, 61,5 % — особи у віці 18—64 років, 11,5 % — особи у віці 65 років та старші. Медіана віку мешканця становила 40,8 року. На 100 осіб жіночої статі у переписній місцевості припадало 101,5 чоловіків;  на 100 жінок у віці від 18 років та старших — 98,6 чоловіків також старших 18 років.
Середній дохід на одне домашнє господарство  становив 110 065 доларів США (медіана — 87 823), а середній дохід на одну сім'ю — 115 114 долари (медіана — 89 718). За межею бідності перебувало 1,1 % осіб, у тому числі 0,0 % дітей у віці до 18 років та 0,0 % осіб у віці 65 років та старших.
Цивільне працевлаштоване населення становило 1158 осіб. Основні галузі зайнятості: освіта, охорона здоров'я та соціальна допомога — 32,8 %, виробництво — 17,4 %, роздрібна торгівля — 10,2 %, науковці, спеціалісти, менеджери — 10,0 %.